# Salvia columbariae
Chia dorée, Chia du désert
Vous lisez un « bon article » labellisé en 2010.
Espèce
Classification phylogénétique
Salvia columbariae, parfois appelée chia dorée ou chia du désert (à ne pas confondre avec la chia ou Salvia hispanica, de la même famille), est une espèce de plantes à fleurs de la famille des Lamiaceae. C'est une plante herbacée annuelle qui pousse à l'état natif dans les zones arides du Sud-Ouest des États-Unis et du Nord du Mexique. Elle fait partie du genre Salvia, dont les membres sont communément appelés « sauges ». Ses akènes ont largement été utilisés par les populations amérindiennes comme source de nourriture et comme plante médicinale. Son nectar et ses akènes sont une source alimentaire appréciée également de la faune locale.

## Description morphologique

### Appareil végétatif
Cette espèce atteint la taille de 10 à 50 cm de hauteur,, mais celle-ci peut varier entre 4 et 60 cm selon les conditions de croissance.
Des tiges de section quadrangulaire partent de la base de chaque plante. Les feuilles sont essentiellement regroupées à la base de ces tiges. Les plus basses font de 10 à 15 cm de longueur, mais les plus hautes sont plus petites (elles peuvent ne plus faire que 2 cm de longueur). Ces feuilles, grandes ou petites, ont une forme globale oblongue mais sont profondément découpées en lobes irréguliers et d'aspect fripé. Elles exhalent une odeur de menthe quand elles sont froissées. Leur face supérieure est couverte de quelques soies courtes et grises,,.

### Appareil reproducteur

#### Inflorescences

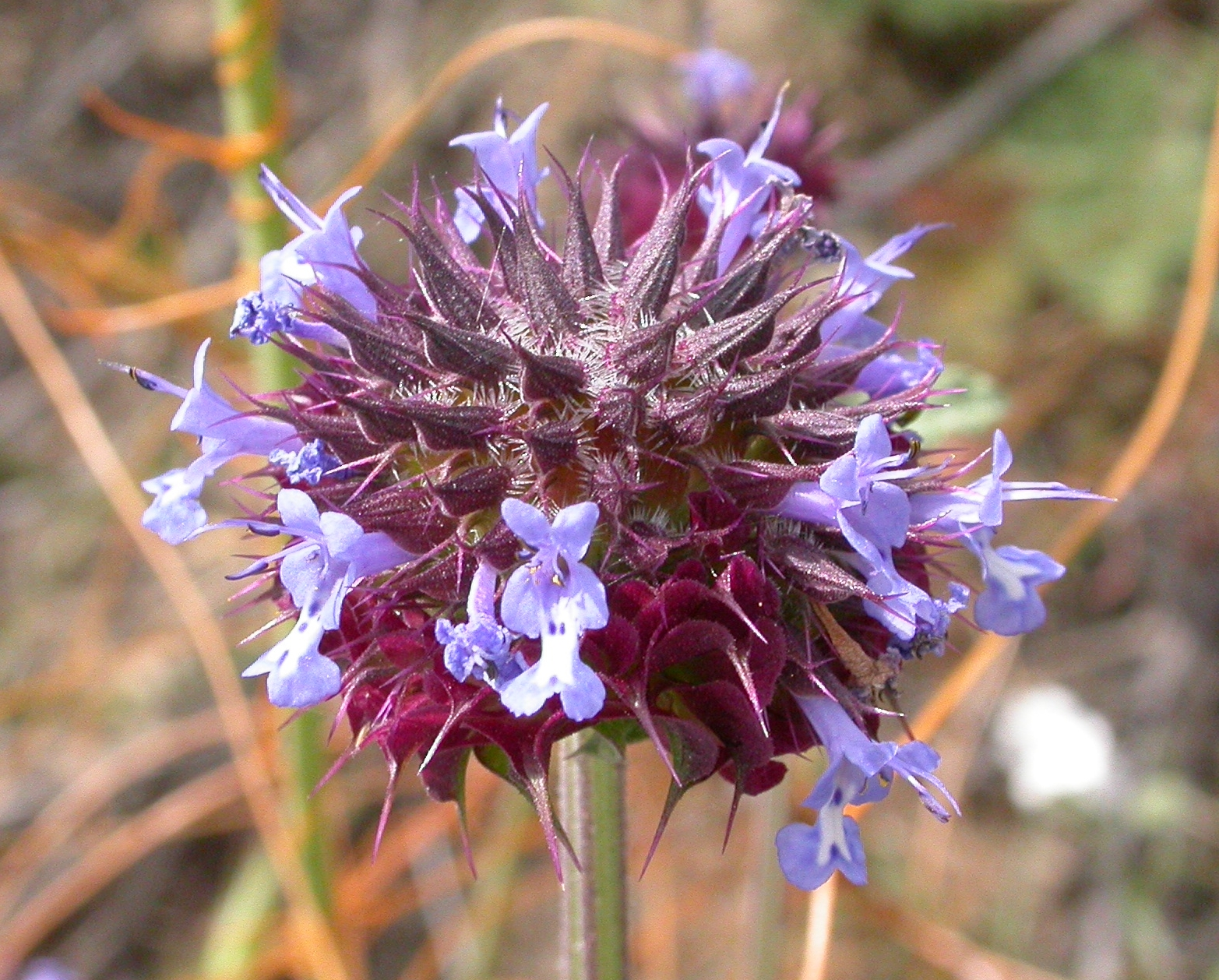
Détail de l'inflorescence de Salvia columbariae.

Les inflorescences sont des glomérules de fleurs, placés en verticilles denses, de forme sphérique, entourant les tiges florales. Il y a un ou deux glomérules par tige le plus souvent, mais il peut parfois y en avoir jusqu'à quatre. Les bractées ont une couleur violacée et se terminent en épine ; elles mesurent environ un centimètre de longueur,.
Les fleurs sont petites, bleu violacé ou mauve, et mesurent 1,3 cm de longueur en moyenne (de 0,6 à 1,6 cm),. Le calice est constitué de sépales verts au bout violacé, de 8 à 10 mm de longueur, soudés (fleur gamosépale), mais présentant deux lèvres libres ; la lèvre supérieure n'est pas lobée mais possède deux ou trois barbes très courtes. La corolle, irrégulière, est constituée de pétales bleu violacé ou mauve, de 6 à 8 mm de long, soudés (fleur gamopétale), mais présentant deux lèvres libres ; la lèvre du bas est deux fois plus grande que celle du haut et présente souvent des marques blanches,. Les deux étamines à anthères violettes et le style, qui se termine par un stigmate bifide, dépassent de la corolle. Chaque fleur produit un fruit segmenté formé de quatre akènes détachables de 1,5 à 2 mm de longueur, légèrement aplatis, lisses, de couleur marron clair à gris.

#### De la floraison à la fructification
La floraison se déroule de mars à juin. La pollinisation se fait généralement par le truchement des insectes butineurs, mais cette espèce est aussi capable d'autofécondation. Salvia columbariae peut s'hybrider avec d'autres espèces du genre Salvia, même avec des espèces buissonnantes et pérennes, comme Salvia mellifera. Dans ce dernier cas, l'hybride obtenu est Salvia ×bernardina. En mûrissant et en séchant, l'inflorescence, d'abord violacée, devient dorée. Les akènes sont alors libérés lorsque la plante est secouée par le vent ou le passage des animaux.

## Répartition et habitat

### Répartition
L'aire de répartition de cette espèce nord-américaine s'étend, à l'ouest, du Sud de la Californie (États-Unis) jusqu'à la Basse-Californie au Mexique, et à l'est, du Sud de l'Utah au Nouveau-Mexique (États-Unis).

### Habitat
Salvia columbariae est une espèce de plein soleil qui pousse en zone dégagée, sur sol bien drainé. Elle tolère les sols infertiles et ne supporte pas les apports d'eau trop fréquents. Cette espèce de plantes recolonise les zones dégradées par les incendies : il a été démontré qu'un ajout de restes végétaux brûlés sur le sol augmentait l'abondance de cette plante et son taux de germination,.

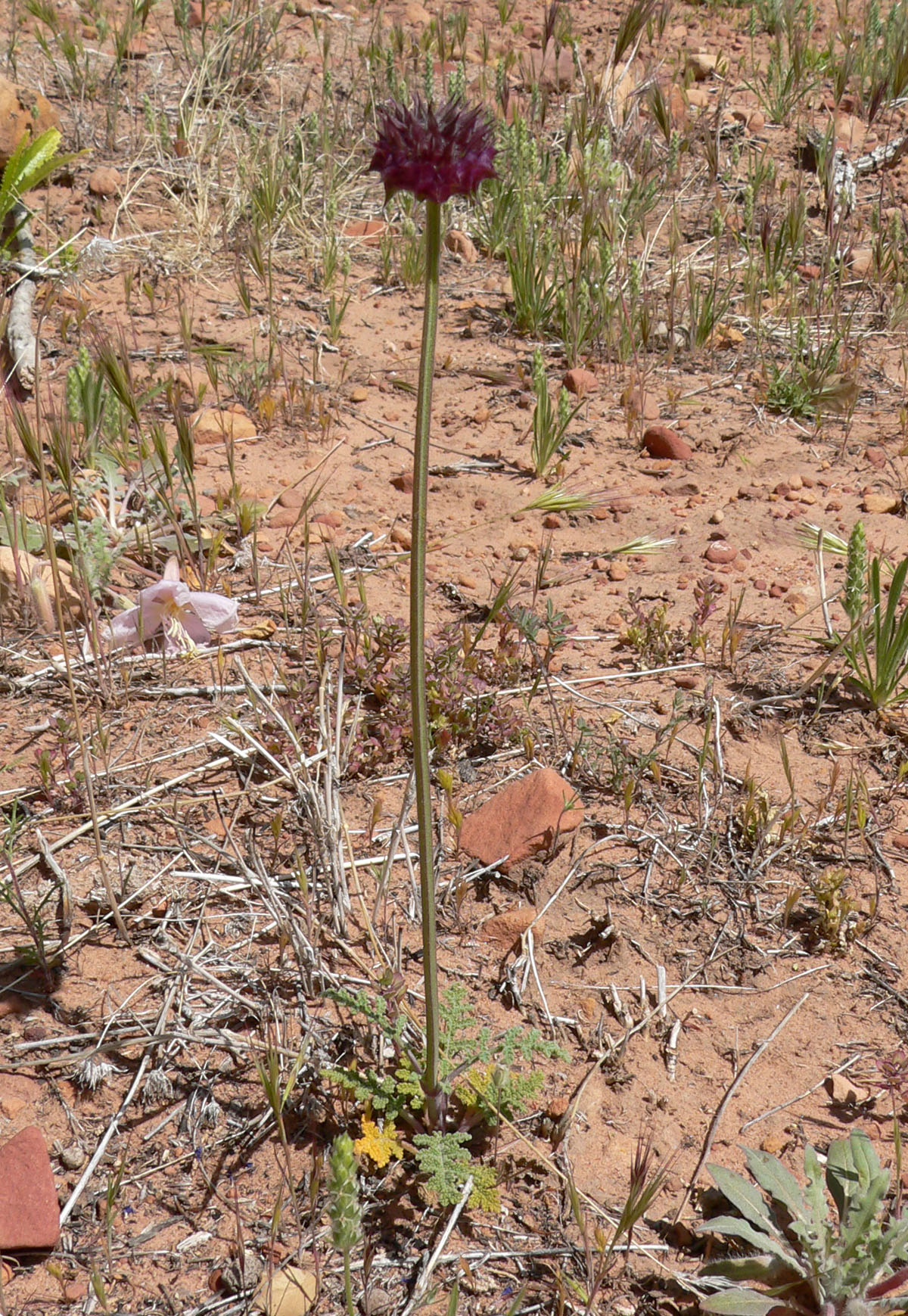
Le Chia peut pousser dans des zones arides et infertiles, comme ici, à 1200 m d'altitude dans une zone sablonneuse du Pine Creek Canyon, au sud du Nevada.

On la trouve dans les chaparrals à Artemisia tridentata, les déserts à Larrea tridentata, les plaines arides caillouteuses,,. Cette espèce pousse en général en dessous de 1 200 m, mais peut, par endroits, pousser à une altitude atteignant 2 100 m,. Elle reste commune sur son aire de répartition, bien que certains auteurs mentionnent le fait qu'elle était bien plus commune autrefois, et qu'elle a décliné sous le double effet du surpâturage et de l'urbanisation, et peut-être aussi de la compétition des plantes invasives apportées par les Européens, ou l'arrêt de la pratique du brûlis par les Amérindiens.

## Rôle écologique
Salvia columbariae est une espèce de plantes mellifères ; son nectar est butiné par plusieurs espèces d'abeilles et de papillons. Ses akènes sont consommés par des oiseaux, des rongeurs et des insectes (notamment des fourmis).

## Systématique

### Appellations vernaculaires
Cette plante était nommée ’ilepes par les indiens Chumash et pasal par les indiens Cahuillas. Le nom espagnol Chia est communément utilisé pour désigner cette espèce, mais aussi Salvia hispanica.

### Variétés
ITIS répertorie deux variétés de Salvia columbariae :
- Salvia columbariae var. columbariae Benth. ;
- Salvia columbariae var. ziegleri Munz.

L'USDA répertorie une variété de plus :
- Salvia columbariae var. argillacea S.L. Welsh & N.D. Atwood.

Les Jardins botaniques royaux de Kew répertorient une quatrième variété Salvia columbariae var. bernardina Jeps. mais en tant que variété non valide. Sont acceptées par ce centre de recherche :
- Salvia columbariae var. columbariae Benth., la variété-type (Chia à proprement parler) ;
- Salvia columbariae var. argillacea S.L.Welsh & N.D.Atwood ;
- les variétés Salvia columbariae var. ziegleri Munz et Salvia columbariae var. bernardina Jeps. sont considérées, quant à elles, comme non valides par ce centre. Elles y sont présentées comme synonymes de Salvia columbariae var. columbariae.

### Synonyme
L'espèce Salvia columbariae a été décrite en 1833 par le botaniste britannique George Bentham dans son "Labiatarum Genera et Species".
Cette espèce a aussi été dénommée Pycnosphace columbariae (Benth.) Rydb., 1917,.

## Salvia columbariaeet l'homme

### Récolte traditionnelle des akènes deChia
Salvia columbariae a été utilisée par de nombreuses tribus amérindiennes comme source de nourriture ou comme plante médicinale. Selon la mythologie des Amérindiens Kawaiisus, cette plante a été une des premières obtenues par les hommes.

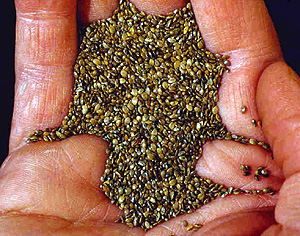
Akènes de Chia, Salvia columbariae.

Il est possible que certaines tribus amérindiennes, telles les Chumash, aient réalisé des brûlis afin de favoriser la pousse de cette espèce, qui est stimulée par le passage du feu, et dont les akènes étaient particulièrement prisés.
Les gerbes de Chia mûres étaient battues ; les akènes récoltés étaient alors placés dans un panier et vannés. Ils étaient par la suite conservés à l'état cru sous terre, ou alors torréfiés puis conservés dans des paniers,.

### Usage alimentaire
Cet usage est attesté depuis au moins 600 ans, grâce à la datation au carbone 14 d'akènes trouvés sur un site archéologique Chumash, sur l'île Santa Rosa située au sud de la Californie.
Les akènes torréfiés étaient broyés dans des mortiers en pierre afin d'obtenir une farine. Celle-ci était utilisée dans la confection de biscuits, de gâteaux, et d'une bouillie ou soupe épaisse appelée « piñole ». Après l'arrivée de la farine de blé, apportée par les Européens, les Amérindiens ont continué à ajouter à cette dernière de la farine de Chia afin de lui conférer davantage d'arômes.
Les akènes crus et écrasés contiennent beaucoup de mucilage. Ils étaient utilisés pour la confection d'une boisson épaisse, un peu mentholée, très désaltérante. Les akènes crus étaient supposés rendre potable l'eau alcaline du désert,.

### Usage médicinal
Ce sont les akènes crus qui étaient utilisés pour cet usage. La boisson mentionnée précédemment était utilisée comme fébrifuge par les Costanoans. Les Cahuillas utilisaient un cataplasme d'akènes broyés contre les plaies. Ces deux usages furent un temps repris par les pères missionnaires basés en Californie.
Un akène était placé dans l'œil pour déloger les corps étrangers et réduire l'inflammation subséquente. Cet usage était courant chez les Cahuillas, les Ohlones, et les Kawaiisus,,.

### Chia pets

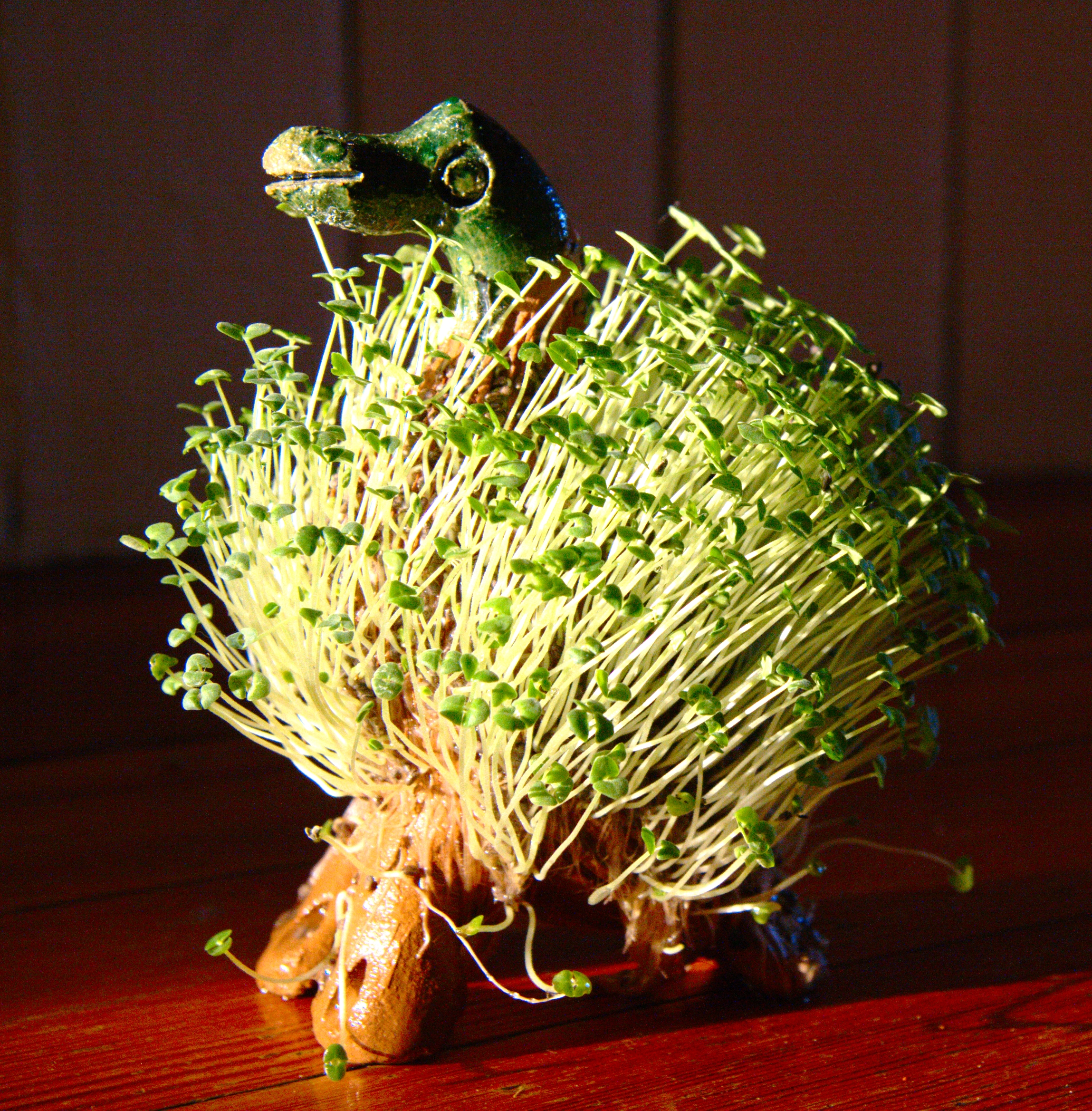
"Chia pet" de Mexico en argile représentant un canard.

De nos jours, les akènes de Chia sont utilisés pour réaliser des Chia pets. Ce sont des figurines d'argile cuite sur lesquelles sont ménagés de petits creux où on place les akènes, qui sont ensuite humidifiés. Après germination, les jeunes pousses figurent la fourrure ou les cheveux de la figurine d'argile. Les akènes utilisés pour cet usage peuvent être ceux de Salvia columbariae ou ceux de Salvia hispanica.